# Lepturges definitus
Lepturges definitus là một loài bọ cánh cứng trong họ Cerambycidae.